# Вишнёвка (Житомирская область)
Вишнёвка (укр. Вишнівка) — село на Украине, находится в Барановском районе Житомирской области.
Код КОАТУУ — 1820682202. Население по переписи 2001 года составляет 37 человек. Почтовый индекс — 12732. Телефонный код — 4144. Занимает площадь 4,192 км².

## Адрес местного совета
12732, Житомирская область, Барановский р-н, с.Зеремля 8